# Kampfgeschwader 101
Kampfgeschwader 101 (dobesedno slovensko: Bojni polk 101; kratica KG 101) je bil bombniški letalski polk (Geschwader) v sestavi nemške Luftwaffe med drugo svetovno vojno.

## Organizacija
- štab
- I. skupina
- II. skupina
- III. skupina

## Vodstvo polka
Poveljniki polka (Geschwaderkommodore)
- Generalmajor Dipl.Ing. Robert Krauss: 1. februar 1943